# Час в Уругваї
Уругвай розташований на довготі, що відповідає часовому поясу UTC−4, але насправді використовується  UTC−3. Раніше Уругвай дотримувався літнього часу UTC−2 з жовтня по березень. 30 червня 2015 року уряд Уругваю вирішив скасувати літній час, встановивши часовий пояс UTC−3 протягом усього року.  Термін "UYT" використовується в країні та за її межами для передачі конкретного часу Уругваю.

## Перехід на літній час
З 2004 року відбувався перехід на літній час. Починаючи з 2006 року, літній час починається в першу неділю жовтня і закінчується у другу неділю березня кожного року. 
30 червня 2015 року, уругвайський уряд ухвалив рішення про скасування переходу на літній час у цьому році поставити країну в UTC-3 в протягом 2015-2016 літа. У вересні 2016 року президент видав таке ж рішення на наступний рік, протягом літа 2016-2017 років. 
Серед місцевих та туристів є певне занепокоєння щодо відсутності ясності щодо стану літнього часу в наступних роках..
У 2020 році перехід на літній час теж не відбувся.